# Беккерс, Деннис
Де́ннис Бе́ккерс (нидерл. Dennis Bekkers; род. 29 ноября 1980, Хертогенбос) — голландский тхэквондист, двукратный бронзовый призёр чемпионатов мира, чемпион Европы 2006 года, участник летних Олимпийских игр 2008 года.

## Спортивная биография
На летних Олимпийских играх Беккерс дебютировал в 2008 году. В первом же раунде соревнований в категории до 68 кг голландцу достался южнокореец Сон Тхэ Джин, который впоследствии стал чемпионом игр. В упорной борьбе Беккерс уступил 3:4, но поскольку Джин дошёл до финала, то Деннис получил право побороться за бронзу. В утешительном полуфинале голландец уступил турецкому спортсмену Сервету Тазегюлю 2:3 и занял 7-е место.
Летние Олимпийские игры 2012 года прошли без участия Беккерса. Нидерландский спортсмен не смог попасть на игры, проиграв в квалификационных соревнованиях.
На чемпионатах мира голландец дважды становился бронзовым призёром. На чемпионатах Европы Беккерс пять раз попадал на пьедестал почёта, но только раз в 2006 году ему удалось стать чемпионом.